# Astragalus brachyodontus
Astragalus brachyodontus es una especie de planta del género Astragalus, de la familia de las leguminosas, orden Fabales.
Fue descrita científicamente por Boiss.

## Ecología
Se encuentra entre 1100 m y 2200 m sobre el nivel del mar en la provincia de Ardebil.  Los individuos se distribuyen en las laderas de las montañas. Crece en suelos con un pH de alrededor de 7 y texturas de suelos de franco arenoso a franco arcilloso.